# Borsonia hirondelleae
Borsonia hirondelleae is een slakkensoort uit de familie van de Borsoniidae. De wetenschappelijke naam van de soort is voor het eerst geldig gepubliceerd in 1891 door Dautzenberg.